# チ・ボラグ
チ・ボラグ（モンゴル語: ᠴ  ᠪᠤᠯᠠᠭ、キリル: Чи Булаг、ラテン文字：Ci Bulag、簡体字：齐 宝力高、1944年2月2日 -）は、中国のモリンホール（馬頭琴）演奏家、人間国宝、作曲家。
満洲国興安南省ホルチン左翼中旗（現：通遼市）生まれ。チンギスハンの長男ジョチ（朮赤）の末裔。活佛、モンゴル文化を伝承した重要な人物である。中国国家一級演奏家、世界馬頭琴大師。2015年1月に「2014中国文化人物」に表彰された。

## 経歴
1974年 - 馬頭琴史上初めての「馬頭琴演奏法」（モンゴル文字・中国文字）を出版
1979年 - 国慶節三十周年イベントに於いて発表された「万馬のとどろき」（中国名：万马奔腾）は、作曲二等賞、演奏一等賞を受賞
1986年 - 世界で初めて馬頭琴演奏隊を設立　ーー 斉・宝力高野馬馬頭琴演奏隊
1988年 - モンゴル国で中国人として初めての馬頭琴演奏会を開き、モンゴル国首都ウランバートル市で個人馬頭琴独奏会を行われた
1993年 - 日本大阪市国際音楽コンクールで特別賞を受賞
1993年 - 日本福島市国際青年音楽祭で大使賞を受賞
1996年 - 中国全国馬頭琴コンクールで大師賞を受賞
1997年 - 日本横浜市国際平和文化音楽芸術祭で国際音楽平和賞を受賞
2001年 -「馬頭琴と私」（モンゴル文字・中国語・日本語）を出版
2001年 - フフホト市で第一回国際馬頭琴芸術祭を開き、ギネス記録を作り、「万馬のとどろき」が国際ギネス大全に収録
2003年 - モンゴル国社会科学院とチンギスハン大学から世界遊牧文化最高賞：チンギスハン賞を受賞
2005年 - 世界の最高音楽殿堂：Goldener Saal Wiener Musikvereinsで馬頭琴演奏会を開く
2007年 - 中国国家文連、国家文化部から無形文化財人間国宝に認定、文明伝承大師の称号を授与
2008年 - 8月8日120名のチームを率いて、中国人民の代表として北京オリンピック開幕式曲「万馬のとどろき」を演奏した
2009年 - 7月15日内モンゴル自治区政府から内モンゴル自治区文学芸術傑作貢献賞を授与、金メダルを受賞
2015年 - 1月「2014中華文化人物」という称号を授与
チ・ボラグ